# بخش‌های دپارتمان شرانت
بخش‌های دپارتمان شرانت (انگلیسی: Arrondissements of the Charente department) شامل ۳ بخش به شرح زیر است:
1. بخش انگولم با ۱۱۷ کمون (فرانسه) و جمعیت ۱۹۶ هزار نفر در سال ۲۰۱۳ می‌باشد.
2. بخش کونیاک با ۱۱۶ کمون (فرانسه) و جمعیت ۹۲ هزار نفر در سال ۲۰۱۳ می‌باشد.
3. بخش کنفولان با ۱۵۰ کمون (فرانسه) و جمعیت ۶۴ هزار نفر در سال ۲۰۱۳ می‌باشد.